# Ministri di Stato dell'Artsakh
I Ministri di Stato dell'Artsakh sono coloro che hanno ricoperto tale carica nella repubblica de facto dell'Artsakh (fino al 2017 repubblica del Nagorno Karabakh) in seguito alla modifica della Costituzione del 2017.

## Antefatto
Il referendum del 2017 ha modificato l'assetto costituzionale della repubblica trasformandola da repubblica parlamentare in repubblica presidenziale, di fatto eliminando la figura del Primo ministro. Tra la riforma e le prime elezioni generali in Artsakh è stata creata la figura del Ministro di Stato con il compito di raccordo tra il presidente della repubblica e l'Assemblea nazionale.

## Lista dei Ministri di Stato
| Ministro            | Inizio            | Fine             |
| ------------------- | ----------------- | ---------------- |
| Arayik Harutyunyan  | 25 settembre 2017 | 6 giugno 2018    |
| Grigory Martirosyan | 6 giugno 2018     | 1 giugno 2021    |
| Artak Beglaryan     | 3 giugno 2021     | 3 novembre 2022  |
| Ruben Vardanjan     | 4 novembre 2022   | 23 febbraio 2023 |
| Gurgen Nersisyan    | 24 febbraio 2023  | 31 agosto 2023   |
| Samvel Šahramanyan  | 1 settembre 2023  | 9 settembre 2023 |
| Artur Harutyunyan   | 10 settembre 2023 | 20 gennaio 2024  |
| Aram Sargsyan       | 21 gennaio 2024   | in carica        |